# 田头乡
田头乡，是中华人民共和国安徽省安庆市岳西县下辖的一个乡镇级行政单位。

## 行政区划
田头乡下辖以下地区：
泥潭村、田头村、闵山村、方边村、柳畈村、宁河村、土库村和上畈村。